# Paul Landres
Paul Landres (de son vrai nom Paul Katz) est un réalisateur, scénariste et monteur américain né à New York, le 21 août 1912 et décédé des suites d'un cancer à Encino (Californie), le 26 décembre 2001.

## Biographie
Paul Landres débute au cinéma en 1931 en tant qu'assistant du producteur Philip Cahn pour Universal Pictures. Durant sa carrière, il fut un important pourvoyeur à la télévision pour différentes séries (Bonanza, Daktari, Flipper le dauphin, etc.). Il réalisa pour le grand écran quelques films, la plupart du temps des westerns.
Il fut marié à Jean Landres de 1941 à sa mort, dont il eut quatre enfants. Il était le frère du producteur Danny B. Landres.

## Filmographie

### Comme réalisateur
- 1948 : Furie sauvage (en) (The Return of Wildfire) (coréalisation : Ray Taylor)
- 1948 : Last of the Wild Horses (coréalisation : Robert L. Lippert)
- 1949 : Grand Canyon
- 1949 : Square Dance Jubilee
- 1950 : Hollywood Varieties
- 1950 : A Modern Marriage (coréalisation : Ben Parker)
- 1951 : Rhythm Inn
- 1951 : Navy Bound
- 1952 : Army Bound
- 1953 : Eyes of the Jungle
- 1956 : Naked Gun (coréalisation : Eddie Drew)
- 1957 : Chain of Evidence
- 1957 : Les Hors-la-loi du Missouri (Last of the Badmen)
- 1957 : The Vampire
- 1957 : Hell Canyon Outlaws (en)
- 1957 : Le Repaire de l'aigle noir (Oregon Passage)
- 1958 : Le Bagarreur du Montana (Man from God's Country)
- 1958 : The Flame Barrier
- 1958 : Le Retour de Dracula (The Return of Dracula)
- 1958 : Frontier Gun
- 1958 : Johnny Rocco (en)
- 1959 : Lone Texan
- 1959 : Go, Johnny, Go!
- 1959 : The Miracle of the Hills
- 1963 : The Man Nobody Liked (documentaire)
- 1965 : Le Fils d'un Hors-la-loi (Son of a Gunfighter)

### Comme scénariste
- 1965 : Le Fils d'un Hors-la-loi (Son of a Gunfighter)

### Comme monteur
- 1940 : La Fièvre du pétrole (Boom Town)
- 1942 : La Fièvre de l'or noir (Pittsburgh)
- 1942 : Give Out, Sisters d'Edward F. Cline
- 1944 : La Griffe sanglante (The Scarlet Claw)
- 1944 : Destiny de Reginald Le Borg
- 1944 : L'Imposteur (The Impostor)
- 1945 : Les Quatre Bandits de Coffeyville (The Daltons Ride Again) de Ray Taylor
- 1946 : She-Wolf of London de Jean Yarbrough